# 제주 산천단 곰솔 군
제주 산천단 곰솔 군(濟州 山川壇 곰솔 群)은 대한민국 제주특별자치도 제주시 아라동, 한라산신제단에 있는 곰솔 군이다. 1964년 1월 31일 대한민국의 천연기념물 제160호로 지정되었다.

## 개요
곰솔은 소나무과로 잎이 소나무 잎보다 억세고, 소나무의 겨울눈은 붉은색인데 반해 곰솔은 회백색인 것이 특징이다. 바닷가를 따라 자라기 때문에 해송(海松)으로도 부르며, 또 줄기 껍질의 색이 소나무보다 검다고 해서 흑송(黑松)이라고도 한다. 바닷바람과 염분에 강하여 바닷가의 바람을 막아주는 방풍림(防風林)이나 방조림(防潮林)으로 많이 심는다.
제주시 곰솔은 나이가 500∼600년 정도로 추정되며, 평균높이는 29.7m, 평균둘레는 4.35m이다. 이곳에는 곰솔 8그루가 있으며, 주변에는 팽나무, 예덕나무, 멀구슬나무 등이 있다.
예로부터 제주에서는 한라산 백록담에 올라가 하늘에 제사를 지냈는데, 가는 길이 험하고 날씨가 나쁠 때에는 이 곰솔이 있는 산천단(山川壇)에서 제사를 올렸다 한다. 예전의 우리 조상들은 하늘에 있는 천신이 인간세상에 내려올 때는 큰 나무에서 잠시 쉬어 내려 온다고 믿어 왔으며, 마을 사람들은 이 곰솔도 신이 땅으로 내려오는 통로에 있는 나무라고 믿어 신성시 여겨 잘 보호되어 온 것으로 보인다.
제주시 곰솔은 매우 오래되고 큰 소나무로서 생물학적 가치가 크고, 우리 조상들이 자연물에 대해 어떠한 생각을 하고 있었는가를 알 수 있는 자료로서의 가치가 매우 크므로 천연기념물로 지정하여 보호하고 있다.

## 같이 보기
- 한라산신제단 - 제주특별자치도 기념물 제67호

## 참고 자료
- 제주 산천단 곰솔 군 - 국가유산청 국가유산포털